# کریستین دیویس
کریستین دیویس (به انگلیسی: Kristin Davis)، زاده ۲۴ فوریه ۱۹۶۵ در کلرادو، بازیگر اهل ایالات متحده آمریکا است. وی در سریال ساینفلد که بین سالهای ۱۹۸۹ تا ۱۹۹۸ از ان بی سی پخش می‌شد ایفای نقش کرد و در مجموعه دوستان هم ظاهر شد. این سریال که از سال ۱۹۹۴ تا ۲۰۰۴ روی آنتن پخش بود توانست شش جایزه امی برای بهترین سریال کمدی و یک جایزه گوی طلایی را از آن خود کند. کریستین دیویس در سریالهای ویل و گریس و پزشک دهکده و در فیلم سینمایی معلم بد نیز نقش آفرینی کرد. او همچنین در فیلم‌های نه ماه، قطار اتمی و فرار زوج‌ها بازی کرده‌است.